# 랄스 빈트호르스트
랄스 빈트호르스트(Lars Windhorst, 1976년 11월 22일 ~ , 독일 라덴 출생)는 독일의 투자가이자 사업가이다.

## 사업 경력
90년대 초반에 어린 나이에 전자제품 소매상인 빈트호르스트 전자 GmbH 와 빈트호르스트 AG를 설립해 유명해졌다. 오늘날 랄스 빈트호르스트는 사핀다 홀딩 B.V의 독일 자회사 사핀다 독일 GmbH의 CEO에 재직 중이다.
2019년 6월 헤르타 BSC의 투자자로 나서 구단의 지분을 매입하였고 소위 '빅 시티 프로젝트'르 가동하면서 공격적인 투자를 하고 있다.